# Parcy-et-Tigny
Parcy-et-Tigny è un comune francese di 251 abitanti situato nel dipartimento dell'Aisne della regione dell'Alta Francia.

## Società

### Evoluzione demografica
Abitanti censiti